# Spiritwood (Saskatchewan)
Pour les articles homonymes, voir Spiritwood.
Spiritwood est une ville située au centre de la Saskatchewan au Canada.
Sa population est d'environ 1 000 habitants. Elle se trouve à environ 100 km à l'ouest de Prince Albert .

## Histoire
Le site a commencé à être habité vers 1910-1911, mais le développement a réellement commencé avec l'arrivée du chemin de fer à la fin des années 1920.

## Activités
Les principales activités sont l'agriculture et l'élevage. Diverses activités de loisirs sont pratiquées, comme la pêche, la chasse, la motoneige ou le golf.